# عینیت نو

«ساخت آلمان» (Den macht uns keiner nach)، اثر گئورگه گروس، فتو-لیتوگراف با قلم، ۱۹۱۹؛ منتشرشده در ۱۹۲۰ در برگهٔ ۳۹٫۱ × ۴۸٫۳ cm، سری «خدا با ماست» از مجموعهٔ موزه هنر مدرن

عینیت نو (Neue Sachlichkeit) اصطلاحی‌ست در مورد سبک زندگی عمومی در دورهٔ جمهوری وایمار و همچنین هنر، ادبیات، موسیقی و معماری برگرفته از آن. جنبش عینیت نو واکنشی بود به اکسپرسیونیسم، و بر آن بود تا کارکردهای عینی و عملی را در مواجهه با جهان، به‌جای نگرش فیلسوف‌مآبانه و ایده‌آلیستی، برجسته کند.
از هنرمندان منتسب به این جنبش، در نقاشی ماکس بکمان و گئورگه گروس، در عکاسی آگوست سندر، در معماری برونو تاوت، اریک مندلسون و هانس پلتسیگ، در تئاتر برتولت برشت، در سینما گئورگ ویلهلم پابست و گرهارد لامخست، و در موسیقی پل هیندمیت و کورت وایل را می‌توان نام برد.
عینیت نو سال ۱۹۳۳ با سقوط جمهوری وایمار و ظهور نازیسم از میان رفت.

## معناشناسی
«عینیت نو» پرکاربردترین اصطلاحی است که برای واژهٔ آلمانی "Neue Sachlichkeit" به کار می‌رود در حالی که عبارت‌های دیگری مانند «موضوع جدیدی از واقعیت»، «واگذاری جدید»، «هوشیاری جدید» برای بیان آن به کار می‌رود. دنیس کراکت، تاریخدان هنر معتقد است هیچ ترجمهٔ انگلیسی دقیقی که این واژهٔ آلمانی را معنی کند وجود ندارد.

## پس‌زمینه
پس از جنگ جهانی اول، بخش عظیمی از هنر جهان تحت تأثیر فوتوریسم و اکسپرسیونیسم بود. هر دو این سبک‌ها، هرگونه نظم و تعهدی را نسبت به عینیت و سنت را مردود می‌دانستند. به ویژه اکسپرسیونیسم که هنر غالب در آلمان به‌شمار می‌رفت، و در جنبه‌های مختلف زندگی، رقص، در تئاتر، در نقاشی، معماری، شعر و ادبیات خود را نمایان کرده‌است.
منتقدان اکسپریسونیسم از گروه‌های مختلفی پدید آمدند. ازطیف چپ، نقد زیادی بر دادائیسم وارد شد. پیروان اولیهٔ دادا در سوئیس گرد هم آمدند، کشوری که از هر جنگی به دور بود و نقطه نظرات خود را با هم به اشتراگ گذاشتند. آن‌ها می‌خواستند که از هنرشان به عنوان یک اعتراض اخلاقی و فرهنگی بهره ببرند. آن‌ها در این فکر بودنند که با هنرشان سبب خشم اجتماعی و تشویق فعالیت‌های اجتماعی شوند. اکسپرسیونیسم به دادائیست، همه این خشم و نگرانی‌های جامعه را عرضه کرد اما خودش کمکی در این راستا انجام نداد.
به دلیل محدودیت‌های سفر، هنرمندان آلمانی در سال‌های ۱۹۱۹–۱۹۲۲ اطلاعات کمی از هنر معاصر فرانسه داشتند. آنری روسو، که در سال ۱۹۱۰ درگذشت. نقاش فرانسوی بود که بیشترین تأثیر را بر آثار عینیت نو گذاشت. به هر حال، بعضی از هنرمندان آلمانی رهنمودهای مهمی را در صفحات مجلهٔ ایتالیایی والوری پلاستیکی یافتند که تصاویری از آثار نقاشان واقع گرای ایتالیایی چاپ می‌کرد.

## هنر نقاشی

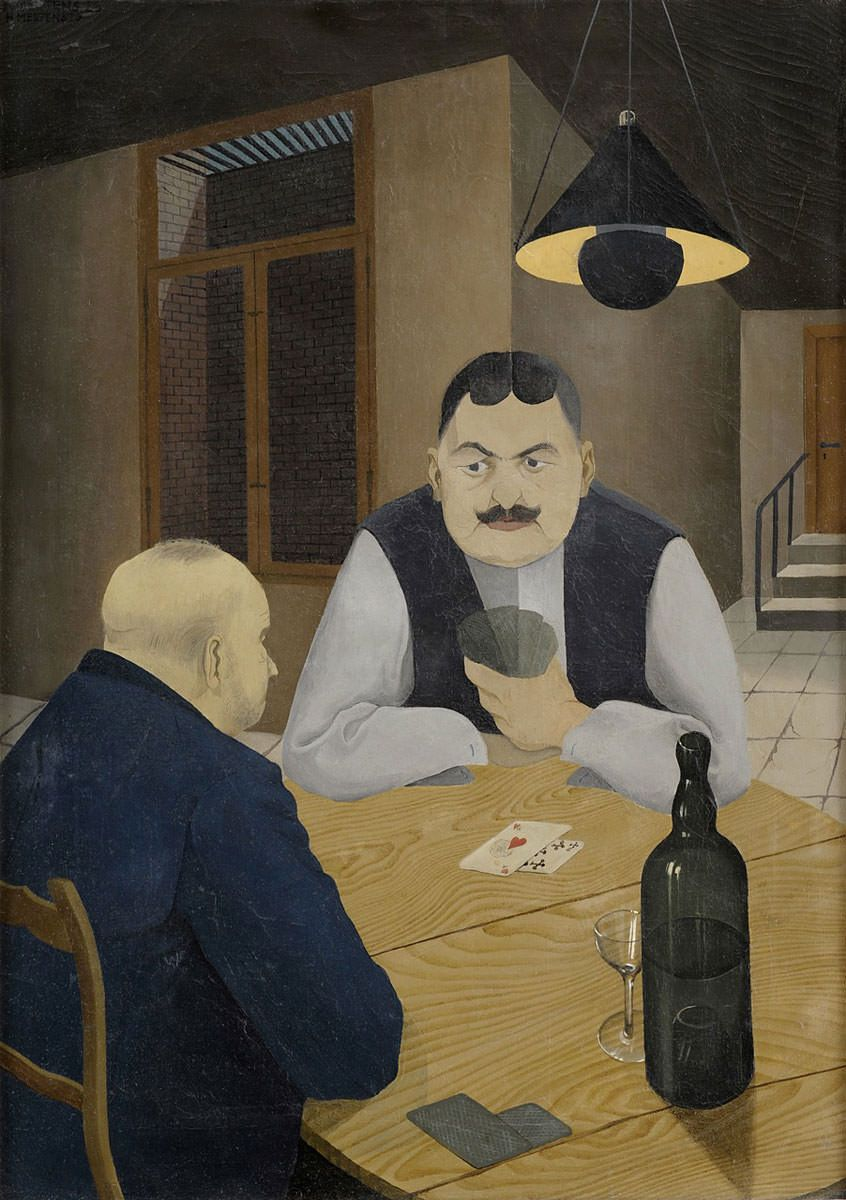
کارت باز اثری از [https://en.m.wikipedia.org/wiki/Hans_Mertens Hans Mertens

### حقیقت‌گرایی و کلاسیسیسم
گستاو فردریک هاتلاوب، در سال ۱۹۲۳، اولین کسی بود که این اصطلاح را در نامه‌ای به همکارانش توصیف کرد. در مقالهٔ بعدی، «مقدمه‌ای بر عینیت نوین: نقاشی آلمانی از زمان اکسپرسیونیسم» هاتلاوب توضیح می‌دهد: چیزی که ما اینجا نشان می‌دهیم، ویژگی‌هایی خالص عینی است که از ذات هنرمندان متمایز شده‌است.
عینیت نوین شامل دو گرایش بود، که هارتلاوب آن را به دو جناح چپ و راست تقسیم‌بندی کرد: جناح چپ مختص حقیقت‌گرایی (Verism) بود: «ساختار عینیت را از حقایق دنیای معاصر از بین ببرید و تجربیات رایج را با شور و حرارت نشان دهید» در جناح راست کلاسیسیسم وجود داشت: «در جستجوی توانایی بی‌انتهایی برای تجسم سنت‌های موجود در اتمسفر هنر امروزی باشید.»
از حقیقت گرایان این مکتب می‌توان به گئورگه گروس، اتو دیکس اشاره کرد.
از دیگر حقیقت گرایان، کریستین شاد که واقعیت را با دقت بالایی به تصویر می‌کشید، که هم شامل تفکیک تجربی و هم آگاهی صمیمی از سوژه بود. نقاشی‌های شاد شخصیت محور هستند به قول ویلنت اشمیت منتقد هنر: «یک ادراک عمیق هنری که گویی در زیر پوست جا گرفته‌است» اغلب عناصر روانشناختی که در کارهای او معرفی شده، نشان دهدندهٔ یک حقیقت ناخودآگاه است.
در زمرهٔ کلاسیسیست‌ها، می‌توان به فرانتس روه و دورهٔ رئالیسم جادویی‌اش اشاره کرد. گرچه روه در یک دوره‌ای رئالیسم جادویی را مترادف عینیت نوین قلمداد می‌کرد. این امر برای روه واکنشی به اکسپرسیونیسم بود. بدین ترتیب او «جادویی» بودن جهان معمولی را به ما نشان می‌دهد و می‌گوید که چگونه اشیا بی‌جان اطرافمان می‌توانند ظاهر عجیب‌وغریب داشته باشند.

### عکاسی
آلبرت رنگر پاتچ و آگوست سندر پیشتازان جنبش «عکاسی جدید» هستند که تمرکز اصلی آن بر مستندنگاری در عکاسی بود. بعضی از آثار مرتبط آن به عنوان آلمانی Neues Sehen یا نگاهی جدید نامیده می‌شود. عکس‌هایی که کارل بلوسفلت از گیاهان گرفته نیز در عینیت نوین جای دارد.